# ACIDMAN THE BEST BOX
「ACIDMAN THE BEST BOX」（アシッドマン・ザ・ベスト・ボックス）は、2012年2月8日に発売されたACIDMANのボックスセット。

## 概要
- ACIDMAN　15th＆10th Anniversaryリリース第2弾。
- 同日発売の『ACIDMAN THE BEST』、『THIS IS INSTRUMENTAL』、『Second line & Acoustic live at 渋谷公会堂20111013』の3作品とミュージックビデオを27曲分収録したDVD『ACIDMAN THE BEST -MUSIC VIDEO 全集-』をコンパイルしシリアルカードを封入した完全生産限定プレミアムボックス。
- CD4枚+DVD3枚の収録となっている。
- MUSIC VIDEO全集には『今、透明か』、『colors of the wind』、『Returning』は未収録。

## 収録曲
収録曲・曲順はそれぞれの項目参照。
- ACIDMAN THE BEST
- THIS IS INSTRUMENTAL
- Second line & Acoustic live at 渋谷公会堂20111013
- ACIDMAN THE BEST -MUSIC VIDEO全集-
  1. 造花が笑う
  2. アレグロ
  3. 赤橙
  4. 飛光
  5. 静かなる嘘と調和
  6. 波、白く
  7. リピート
  8. イコール
  9. 水写
  10. 廻る、巡る、その核へ
  11. ある証明
  12. 季節の灯
  13. world symphony
  14. スロウレイン
  15. プリズムの夜
  16. REMIND
  17. UNFOLD
  18. 式日
  19. FREE STAR
  20. I stand free
  21. CARVE WITH THE SENSE
  22. Under the rain
  23. ファンタジア
  24. HUM
  25. DEAR FREEDOM
  26. ALMA
  27. 2145年